# Limes floculationis
Der Limes floculationis (Lf), auch Flockungseinheit (englisch: limit of flocculation) ist eine häufig bei Tetanus- und Diphtherieimpfstoffen verwendete Einheit. Sie beschreibt, wie viel Toxin oder Toxoid (inaktiviertes Toxin) nötig ist, um in kürzester Zeit im Gegenwart von 1 I.E. Antitoxin eine Flockung zu verursachen. Infolgedessen gibt Lf den Gehalt eines spezifischen Proteins an – in der Regel des im Impfstoff verwendeten Toxoids.

## Bestimmung
Zur Ermittlung der Flockungseinheit wird einer bekannten Menge Antitoxin unterschiedliche Dosen an Toxin (bzw. Toxoid) in verschiedenen Messröhrchen hinzugefügt. Dann wird dasjenige Röhrchen ermittelt, in dem die Flockung zuerst aufgetreten ist.
Alternativ wird eine Rocket-Immunelektrophorese durchgeführt: In einer Agarplatte mit einer bekannten Menge an Antitoxin werden verschiedene Dosen eines Standard- und des zu prüfenden Toxins (bzw. Toxoids) aufgetragen. Die Höhe der entstandenen Peaks (raketenförmige Figuren) ist direkt proportional zum Lf-Gehalt. Abschließend wird der Standard mit dem zu prüfenden Toxin verglichen und der Lf-Gehalt bestimmt.

## Geschichte
In den 1920er Jahren experimentierte Gaston Ramon mit bakteriellen Toxinen und Antitoxinen: Er beobachtete, dass beim Titrieren von Toxinen mit korrespondierenden Antitoxinen diese Mischung präzipitierte (ausflockte). Selbst das in Formaldehyd inaktivierte Diphtherietoxin (Toxoid) verursachte eine entsprechende Flockung.
Die Immunlogen Alexander Glenny und Charles Okell führten 1924 die Einheit Lf auf Basis der Flockung ein. Sie wurde damals definiert als die Menge des Toxins äquivalent zu einer Einheit eines Standards (Antitoxin). Zunächst war Lf damit eine zum Antitoxin relative Einheit, die im Laufe der Zeit unabhängig wurde. So wird heutzutage die internationale Einheit des Tetanusantitoxins weltweit vorgegeben.